# Confessor
Confessor ou Confessor da Fé é um título masculino concedido pela Igreja Católica e Igreja Ortodoxa a santos e beatos que não foram martirizados. Historicamente, o título de confessor foi concedido a todos aqueles que sofreram perseguição e tortura pela fé, mas não ao ponto do martírio. Muitas vezes é usado para definir qualquer santo, bem como aqueles que tenham sido declarados abençoados, que não podem ser categorizadas como mártir, apóstolo, evangelista, ou virgem.  
Como o cristianismo emergiu como a religião dominante na Europa após o quinto século, as perseguições tornaram-se raras, e o título foi dado a homens santos que viveram uma vida sagrada, mas sofreram algum tipo de atentado, não propriamente por serem cristãos, como São Luís de Montfort, que sobreviveu a um envenenamento por outros sacerdotes por inveja de suas pregações. Talvez o exemplo mais conhecido seja o do rei inglês Eduardo, o Confessor. É possível que confessores tenham outros títulos, como, por exemplo, Papa e confessor, confessor e doutor da Igreja, entre outros.